# Harry Alan Towers
Harry Alan Towers (Londra, 19 ottobre 1920 – Toronto, 31 luglio 2009) è stato uno sceneggiatore, produttore cinematografico, produttore televisivo e radiofonico britannico.
Ha prodotto circa 100 film e talvolta ha usato lo pseudonimo di Peter Welbeck.

## Biografia
Dopo aver studiato all'Accademia teatrale Italia Conti divenne un prolifico autore radiofonico mentre era nella Royal Air Force durante la seconda guerra mondiale. Nel 1946, insieme alla madre Margaret Miller Towers, diede vita alla compagnia Towers of London che distribuì fuori dalla Gran Bretagna alcuni famosi programmi radiofonici, tra cui The Black Museum con Orson Welles, The Secrets of Scotland Yard con Clive Brook, Horatio Hornblower in cui Michael Redgrave interpretava il personaggio omonimo creato da Cecil Scott Forester, e una serie basata sul personaggio di Sherlock Holmes, con John Gielgud protagonista, Ralph Richardson come Dottor Watson, e Orson Welles come Professor Moriarty.
A metà degli anni cinquanta produsse alcuni spettacolo televisivi per la ITV. Nel 1961 fu arrestato negli Stati Uniti come organizzatore di un giro di prostituzione; a seguito di ciò per una ventina d'anni gli fu impedito l'ingresso nel paese.
A partire dal 1962 si dedicò al cinema, come produttore e sceneggiatore. I suoi film, destinati al mercato internazionale e spesso realizzati con l'apporto finanziario di partner di vari paesi, furono spesso all'estero, nei luoghi più disparati tra cui Irlanda, Sudafrica, Hong Kong, Brasile, Bulgaria, Spagna.
Un numero consistente dei film da lui prodotti o sceneggiati si basa su lavori di Sax Rohmer (i personaggi di Fu Manchu e Sumuru), Agatha Christie (...e poi, non ne rimase nessuno), sulla serie di Miss Marple e sui romanzi di Edgar Wallace.
Tra il 1967 e il 1970 produsse quasi esclusivamente film diretti dal regista spagnolo Jesús Franco. Era sposato con l'attrice Maria Rohm, apparsa in molti suoi film. A partire dal 1973 si trasferì in Canada, dove nel 1981 ebbe ulteriori problemi con la legge.
Nel 1983 la rivista Lobster pubblicò un lungo articolo, citando numerose fonti attestanti legami tra Towers e (tra gli altri) Stephen Ward, Peter Lawford, l'Unione Sovietica e un giro di malaffare insediato all'interno dell'Organizzazione delle Nazioni Unite.

## Filmografia parziale

### Produttore cinematografico
- Dieci piccoli indiani (Ten Little Indians), regia di George Pollock (1965)
- L'isola del tesoro (Treasure Island), regia di John Hough (1972)
- Il richiamo della foresta (The Call of the Wild), regia di Ken Annakin (1972)
- Jack London Story (Klondike Fever), regia di Peter Carter (1980)
- Dieci piccoli indiani (Ten Little Indians), regia di Alan Birkinshaw (1989)
- Omicidio incrociato (The Hitman), regia di Chuck Norris (1991)